# Rozemaai
Rozemaai is een wijk in het noorden van Antwerpen in het district Ekeren (postnummer 2180). Het ligt tussen de A12 (Zoomse Weg) en de Ekerse Steenweg.
Van oorsprong maakte het met andere wijken zoals Schoonbroek deel uit van de toenmalige gemeente Ekeren. In 1929 werd in het kader van een grootschalige annexatie van havengebied de wijk van de gemeente Ekeren losgemaakt en bij de stad Antwerpen gevoegd. Toen in 1983 de gemeente Ekeren bij de stad Antwerpen gevoegd werd bleven de grenzen van de districten die toen ingesteld werden in eerste instantie behouden: Rozemaai kreeg dus postcode 2030 en behoorde tot het district Antwerpen (en niet tot het district Ekeren). Op 1 januari 2019 werden de grenzen echter gewijzigd en werd Rozemaai terug bij Ekeren gevoegd. 
In de wijk staan veel grote appartementsgebouwen voor sociale huisvesting. Stapsgewijs worden straten en gebouwen gerenoveerd om de leefkwaliteit te verbeteren. Groene zones en speeltuintjes werden aangelegd. 
In 2019 werd het nieuw aangelegde Rozemaaipark geopend, een landschapspark met waterpartijen, de Donksebeek, wandel- en fietspaden. 
In 2021 startte aan de Leo Baekelandstraat de bouw van de nieuwe zorgcampus Sint-Jozef.  